# Stanisław Wojtera
Stanisław Kazimierz Wojtera (ur. 4 listopada 1977 w Warszawie) – polski polityk, menedżer, samorządowiec, przedsiębiorca, nauczyciel akademicki, były prezes Unii Polityki Realnej. W latach 2020–2023 prezes zarządu Przedsiębiorstwa Państwowego „Porty Lotnicze”. W latach 2023–2024 prezes spółki Polskie Porty Lotnicze SA.

## Życiorys
Pochodzi z Warszawy. Ukończył tam XI LO im. Mikołaja Reja, a następnie studia na Wydziale Dziennikarstwa i Nauk Politycznych Uniwersytetu Warszawskiego. Studiował również na tej uczelni historię. Był stypendystą hiszpańskiego Uniwersytetu Complutense w Madrycie. Jest współautorem publikacji naukowej dotyczącej historii PRL PZPR w fabryce oraz autorem publikacji prasowych.
Od 1995 należał do Unii Polityki Realnej. Od 1999 pełnił funkcję sekretarza generalnego UPR. Od 22 listopada 2002 do 2 lipca 2005 był prezesem tej partii. 4 czerwca 2005 został usunięty z partii przez Straż UPR. Tego samego dnia usiłowano dokonać konstruktywnej zmiany na tym stanowisku, lecz żaden kontrkandydat nie uzyskał wystarczającego poparcia. 19 czerwca 2005 Sąd Naczelny UPR unieważnił uchwałę Straży o usunięciu Stanisława Wojtery z partii, co według jego zwolenników oznaczało, że pozostał on nadal prezesem. Sytuację wyjaśnił 2 lipca 2005 Konwentykl, wybierając na prezesa Jacka Boronia.
W 2004 z ramienia UPR kandydował bez powodzenia do Parlamentu Europejskiego. Był założycielem Stowarzyszenia KoLiber. W latach 1999–2000 i 2001–2002 sprawował funkcję prezesa tej organizacji. Następnie wszedł w skład sądu naczelnego, a później komisji rewizyjnej KoLibra. W wyborach samorządowych w 2002 bez powodzenia kandydował do rady miasta stołecznego Warszawy jako kandydat UPR z listy Prawa i Sprawiedliwości. Mandat radnego objął, zastępując inną kandydatkę UPR, która się go zrzekła. W 2006 uzyskał reelekcję, startując z ramienia PiS. W Radzie Warszawy zasiadał do 2010.
W 2006 pracował w Polskiej Organizacji Turystycznej, najpierw jako doradca prezesa, później wiceprezes. W latach 2007–2008 był menedżerem w firmie deweloperskiej PKO Inwestycje. Od grudnia 2009 do września 2010 pełnił funkcję rzecznika prasowego Telewizji Polskiej, a następnie do 2013 pracował w Biurze Reklamy TVP. W latach 2013–2014 jako dyrektor zajmował się komunikacją zewnętrzną i wewnętrzną Polskiego Holdingu Obronnego. Do jego obowiązków należało, m.in. public affairs, sponsoring, CSR i współpraca z instytucjami. W latach 2015–2019 pracował w PZL Świdnik – najpierw na stanowisku dyrektora Departamentu Komunikacji i Wydarzeń, a następnie dyrektor Wsparcia Sprzedaży Rządowej, gdzie pracował przy przetargu na dostawę śmigłowca wielozadaniowego dla polskiej armii. W 2016 został prezesem fundacji Instytut Libertatis. W 2019 piastował stanowisko Szefa Działu Rozwoju Polskiego Instytutu Sztuki Filmowej, gdzie odpowiadał za nadzorowanie i zarządzanie projektami IT, realizację analiz i badań rynku filmowego oraz nadzór nad zespołem ds. administracji i realizację zamówień publicznych.
W 2020 pełnił funkcję pełnomocnika zarządu Centralnego Portu Komunikacyjnego ds. infrastruktury Lotniska Chopina, gdzie prowadził projekt dotyczący optymalnego wykorzystania infrastruktury stołecznego portu w świetle rządowej koncepcji CPK. W październiku 2020 objął funkcję prezesa zarządu Przedsiębiorstwa Państwowego „Porty Lotnicze”. W lutym 2024 został odwołany z tego stanowiska.
Został także członkiem rad nadzorczych spółek Grupy Kapitałowej PKP Cargo i Grupy Kapitałowej KGHM Polska Miedź. Jest wykładowcą warszawskiej Wyższej Szkoły im. Jańskiego oraz trenerem z zakresu działania mediów. Prowadzi firmę działającą w zakresie edukacji dzieci.